# Meg Whitman
Margaret „Meg” Cushing Whitman (1956. augusztus 4., New York - Cold Spring Harbor) amerikai menedzser és üzletasszony. 2011. szeptember 22. óta a Hewlett-Packard elnöknője és ügyvezetője.
1998 és 2008 között az eBay igazgatói tanácsának tagja, illetve a vállalat ügyvezetője volt. 2010-ben a kaliforniai kormányzóválasztások egyik jelöltje volt.

## Képzettség
1974-től kezdve a Princetoni Egyetem gyógyszerészeti szakán tanult, majd közgazdaságtudományra változtatta a fő szakirányát. 1977. és 1979. között a Harvard Egyetemen a Bsc. képzés után elvégezte az  üzleti adminisztráció szakot Msc. fokozaton. Whitman egy idegsebészhez ment feleségül és született két gyermeke.

## A gazdaságban
1979-ben kezdte pályafutását a Procter & Gamble-nél, ahol 1981-ben termékmenedzser lett.
1981. és 1989. között a Bain & Company tanácsadó vállalatnál dolgozott. Ezután a Walt Disney-nél állt alkalmazásban mint a stratégiai tervezés alelnöke. 1992-ben csatlakozott a Stride Ride Shoes nevű vállalathoz Lexingtonban, majd 1995. és 1997. között a Florist’s Transworld Delivery virágküldő szolgálatnál tevékenykedett üzletvezetőként.
Később a Hasbro Playskool divíziójának igazgatója lett, illetve az ő nevéhez fűződik Amerikában a Teletubbies nevű gyermekműsor bevezetése, amelyet az Egyesült Királyságból vett át.

### eBay
Whitman 1998 márciusában csatlakozott az eBay-hez, amikor annak csupán 30 alkalmazottja és 4 millió dolláros árbevétele volt. A cégnél az ügyvezetőként eltöltött ideje alatt a vállalat 15 000 fősre duzzadt, és 2008-ra évi 8 milliárd dolláros bevételre tett szert. Az eBay Whitman vezetése alatt vásárolta fel a Skype-ot 4,1 milliárd dollárért 2005 szeptemberében, majd 2009-ben 2,75 milliárdért adták tovább. 2007 novemberében visszavonult az ügyvezetői posztjától, azonban az igazgatótanács tagja maradt, és az új ügyvezető, John Donahoe tanácsadója 2008. végéig. 2008-ban az Amerikai Üzleti Hírességek Csarnokába is bekerült. Számos elismerést kapott az eBay-nél végzett munkájáért, a Fortune magazin a világ öt legsikeresebb női közé sorolta, a Harvard Business Review az évtized nyolc legjobb ügyvezetőjének egyikeként tartotta számon, míg a Financial Times szerint egyike volt annak az 50 embernek, akik az évtized arculatát meghatározták.
Az utóbbi évekig több cégnél is tagja volt az igazgatótanácsnak, így például: eBay, Procter & Gamble, DreamWorks.

### Hewlett-Packard
2011 januárjában tagja lett a Hewlett-Packard vállalat igazgatótanácsának, majd szeptember 22-én ügyvezetői tisztségében váltotta le Léo Apothekert. Később visszavonta Apotheker súlyosan vitatott döntését, amelynek értelmében eladták volna a világpiaci elsőséggel rendelkező PC-s divíziójukat.

## Politika
2008-ban a massachusettsi kormányzó, Mitt Romney elnöki kampányának támogatója volt, azonban Romney visszalépése utána McCain támogatója lett a kampány során. Whitman három területet tartott kiemelten fontosnak: a munkahely-teremtést, a kormánykiadások csökkentését és Amerika korábbi K-12-es oktatási rendszerének a reformját.
2009. február 10-én Whitman bejelentette, hogy indul a 2010-es kaliforniai kormányzóválasztáson. Kampányát saját pénzből finanszírozta – az amerikai történelem során a legnagyobb összegben az ilyen jellegű kampányokat tekintve –, végül azonban vesztett a demokrata Jerry Brownnal szemben.

## Fordítás
- Ez a szócikk részben vagy egészben  a   Meg Whitman című német Wikipédia-szócikk fordításán alapul.  Az eredeti cikk szerkesztőit annak laptörténete sorolja fel. Ez a jelzés csupán a megfogalmazás eredetét és a szerzői jogokat jelzi, nem szolgál a cikkben szereplő információk forrásmegjelöléseként.